# Мендоса (провинция)
Мендо́са (исп. Mendoza) — одна из 23-х провинций Аргентины, расположенная на западе центральной части страны в регионе Куйо. Соседние провинции (по часовой стрелке, начиная с севера): Сан-Хуан, Сан-Луис, Ла-Пампа, Рио-Негро и Неукен. На западе граничит с Чили.

## География и климат
Рельеф местности варьируется от полуравнинных земель на востоке до 6959 м (гора Аконкагуа) на западе провинции. Ряд продольных долин, таких как Успальята, отделяют Анды от более низких гор Прекордильер. К востоку находятся долины Куйо, через которые протекают притоки реки Десагуадеро, важнейшие из которых: Мендоса, Тунуян, Дьяманте и Атуэль.
Климат континентальный, солнечный и сухой на всей территории провинции, с тёплыми летними сезонами и относительно холодными зимними. В засушливой почве, из-за скудных осадков и большой разницы между дневной и ночной температурами, в основном произрастают ксерофиты и некоторые виды деревьев. Ежегодно выпадает от 150 до 350 мм осадков, среди которых град является весьма обычным явлением и главной проблемой в местном виноградарстве. Есть плодородные земли вокруг бассейнов многих рек, зарождающихся в ледниках Кордильер.
Ландшафт обусловлен различными ветрами, в основном ветром Зондо, но также лёгким Памперо, тёплым Вьенто-Норте и зимой очень редким Судестада с юго-востока. Последний характерен главным образом для зоны пампас.
Провинция является одной из наиболее сейсмически опасных районов Аргентины. В период 1861–1997 годов произошло множество землетрясений, наиболее разрушительне отмечены в 1861, 1894, 1903, 1917, 1920, 1927, 1929 1941, 1944, 1952 и 1977 годах.
- Озеро Льянканело, Маларгуэ
- Вид заснеженных Анд
- Водохранилище Потрерильос, Лухан-де-Куйо

## История
Археологические находки, свидетельствующие о заселении территории людьми, датируются 2000 лет до н. э. В бассейне реки Атуэль, 300 лет до н. э. жила группа людей, которая занималась охотой, выращиванием кукурузы, тыквы и бобов.
Среди племён, населявших территорию на момент прибытия испанцев, были хуарпе (уарпе) и пуэльче. Первые испанские завоеватели прибыли примерно в 1550 г. из вице-королевства Перу. Затем чилийский генерал-капитан Гарсиа де Мендоса прочно подчинил народ уарпе испанской власти. В 1561 г. офицер Педро дель Кастильо основал город Мендоса, наречённый в честь генерал-капитана.
В 1771 г. здесь был основан город Фуэрте-де-Сан-Карлос (Fuerte de San Carlos), в 1772 г. - Фуэрте-де-Сан-Хуан-Непомучено (Fuerte San Juan Nepomuceno).
С созданием вице-королевства Рио-де-ла-Плата, данная территория, насчитывавшая 30 000 жителей, стала частью интенденции Куйо-де-Кордоба-дель-Тукуман, однако в 1813 г. интенденция Куйо отделилась от других провинций.
Прославленный Хосе де Сан-Мартин был губернатором региона и получил значительную поддержку от народа Мендосы, когда он в 1817 году выступил во главе Андской армии из Плумерильо, чтобы пересечь Анды в ходе кампании по освобождению Чили от «гнёта Испании».
В 1861 г. землетрясение почти разрушило город Мендосу, который был впоследствии почти полностью восстановлен. В 1885 г. через провинцию протянули железнодорожные линии, что позволило быстро транспортировать вина региона в порты Буэнос-Айреса. До 1812 г. провинция была частью провинции Кордова; в 1812—1820 гг она была известна как провинция Куйо.
После развития винной промышленности в провинции приблизительно в 1900 г., Мендоса стала быстро развиваться, привлекая десятки тысяч европейских иммигрантов, особенно испанцев, французов, итальянцев, а также арабов из Ливана и Сирии. С 1895 по 1947 гг население провинции увеличилось в 5 раз (с 116 до 588 тыс.чел.).  В 1939 г. был основан Национальный университет Куйо, один из самых значительных в стране.
Отчасти в ответ на популистские решения президента Хуана Перона, некоторые из которых являли собой повышенный налог на сельскохозяйственную деятельность для финансирования развития городов и общественных работ, землевладельцы Мендосы создали консервативную Демократическую партию (Partido Democrata), которая закрепила за собой пост вице-губернатора в 1958 году. Увеличивая своё присутствие в Законодательных органах, демократы стали оппонентами прогрессивному губернатору Эрнесто Уэльчи (Ernesto Ueltschi), союзнику президента Артуро Фрондиси. Обладая большинством в обеих палатах в 1961 году, они смогли сместить губернатора Уэльчи и назначить своего представителя вице-губернатора Франсиско Габриэлли (Francisco Gabrielli) на губернаторский пост. Будучи избранным губернатором по своим собственным правилам в 1963 году, Габриэлли был снят с поста в июне 1966 года, в результате свершившегося заговора против президента Артуро Ильиа; но всё ещё извлекая пользу из полномочий консерватора, он был де-факто назначен на пост губернатора военным режимом в 1970 году.
В противоположность прагматизму, которым отличалось его руководство в 1963-66 гг., Габриэлли стал придерживаться жёсткой линии, заморозил государственные зарплаты, увеличил производственные нормы, использовал полицию Мендосы для подавления инакомыслия и вмешивался во внешнюю политику сотрудничеством с чилийскими повстанцами, выступавшими против их нового марксистского президента, Сальвадора Альенде. Эти действия достигли апогея в апреле 1972 года, когда ожесточённые протесты вынудили Габриэлли уйти в отставку.
После возврата к демократии в марте 1973 года, электорат Мендосы стал симпатизировать перонисту с левым уклоном, Альберто Мартинесу Бака (Alberto Martinez Baca). Быстро проведя необходимые трудовую и земельную реформы, Мартинес Бака, тем не менее, совершил ошибку, присоединившись к крылу крайне левого движения Монтонерос, организации, вооружённые отряды которой совершили ряд жестоких преступлений, начиная с 1970 года (и продолжали совершать в дальнейшем). Встревоженный таким уходом в сторону от прагматичности, президент Перон снял Бака с должности в июне 1974 года.
В 1983 году, после следующих друг за другом неудач, избиратели Мендосы выбрали центристский Гражданский радикальный союз, а популистскую Хустисиалистскую (Перонистскую) партию выбрали законодатели. Хотя Мендоса в основном с тех пор процветала, её винному хозяйству не уделяли должного внимания, - что в итоге привело к почти полному краху государственной винной торговой компании ГИОЛ (GIOL), которая являлась второй по величине в мире и имела 6 миллиардов долларов США долга. ГИОЛ перестала существовать в 1991 году.
Избранный в 2003 году губернатор от Гражданского радикального союза, Хулио Кобос особо подчеркнул независимые настроения в обществе при расхождении во мнениях с соратниками по партии и поддержке политики вновь избранного перонистского президента Нестора Киршнера в 2004 году. В оппозиции к своей бывшей партии, Хулио Кобос выдвигался как кандидат на пост вице-президента при первой леди Кристине Фернандес де Киршнер от Фронта Победы на президентских выборах в октябре 2007 года. Кристина Фернандес и Кобос победили в первом туре и Кобос теперь — вице-президент Аргентины. Он был заменён прокиршнеровским хустиалистом Сельсо Хаке на посту губернатора. Провинция представлена тремя сенаторами в аргентинском сенате, в настоящее время это: Мария Персеваль, Эрнесто Санс и Моника Троадельо. Мендосу представляют 10 депутатов в нижней палате Национального конгресса.
16 июля 2008 года вице-президент Кобос ошеломил политических обозревателей, инициировав голосование против предложенного президентом в Сенате повышения пошлин на экспорт целого ряда сельскохозяйственных товаров.

## Административно-территориальное деление
Провинция разделена на 18 административных единиц, называющихся департаментами (исп. departamentos). Каждый из департаментов состоит из одного или нескольких районов, имеет Исполнительный отдел (во главе с мэром или интенденте) и Совещательный отдел (законодательный орган) для управления местными службами. Мэр избирается простым большинством всенародного голосования каждые четыре года, в то время как половина Совещательного отдела обновляется каждые два года (переизбрание возможно в обоих случаях). Департаменты могут принимать постановления в соответствии с конституцией провинции и Органичного Закона Муниципалитетов, но в финансовом отношении не могут взимать налоги, а лишь плату за услуги. Наиболее населённые города могут иметь в составе отделов гражданские комитеты для выполнения определённых функций, предписанных муниципальным руководством.
| №  | Наименование       | Оригинальное наименование | Население, жит. (2001 г.) | Население, жит. (2010 г.) | Территория, км² | Плотность, чел./км² | Административный центр |
| 1  | Годой-Крус         | Godoy Cruz                | 182977                    | 191903                    | 75              | 2558,7              | Годой-Крус             |
| 2  | Гуаймальен         | Guaymallen                | 251339                    | 283803                    | 164             | 1730,5              | Вилья-Нуэва            |
| 3  | Мендоса (Капиталь) | Mendoza(Capital)          | 110993                    | 115041                    | 54              | 2130,4              | Мендоса                |
| 4  | Лавалье            | Lavalle                   | 32129                     | 36738                     | 10212           | 3,6                 | Вилья-Тулумайя         |
| 5  | Ла-Пас             | La Paz                    | 9560                      | 10012                     | 7105            | 1,4                 | Ла-Пас                 |
| 6  | Лас-Эрас           | Las Heras                 | 182962                    | 203666                    | 8955            | 22,7                | Лас-Эрас               |
| 7  | Лухан-де-Куйо      | Lujan de Cuyo             | 104470                    | 119888                    | 4847            | 24,7                | Лухан-де-Куйо          |
| 8  | Майпу              | Maipu                     | 153600                    | 172332                    | 617             | 279,3               | Майпу                  |
| 9  | Маларгуэ           | Malargue                  | 23020                     | 27660                     | 41317           | 0,7                 | Маларгуэ               |
| 10 | Ривадавия          | Rivadavia                 | 52567                     | 56373                     | 2141            | 26,3                | Ривадавия              |
| 11 | Сан-Карлос         | San Carlos                | 28341                     | 32631                     | 11578           | 2,8                 | Вилья-Сан-Карлос       |
| 12 | Сан-Мартин         | San Martin                | 108448                    | 118220                    | 1504            | 78,6                | Сан-Мартин             |
| 13 | Сан-Рафаэль        | San Rafael                | 173571                    | 188018                    | 31235           | 6,0                 | Сан-Рафаэль            |
| 14 | Санта-Роса         | Santa Rosa                | 15818                     | 16374                     | 8510            | 1,9                 | Санта-Роса             |
| 15 | Тунуян             | Tunuyan                   | 42125                     | 49458                     | 3317            | 14,9                | Тунуян                 |
| 16 | Тупунгато          | Tupungato                 | 28539                     | 32524                     | 2485            | 13,1                | Тупунгато              |
| 17 | Хенераль-Альвеар   | General Alvear            | 44147                     | 46429                     | 14448           | 3,2                 | Хенераль-Альвеар       |
| 18 | Хунин              | Junin                     | 35045                     | 37859                     | 263             | 144,0               | Хунин                  |

## Экономика
Знаменитая по всему миру своим виноградарством (70 % из 1,5 миллиарда литров аргентинской винной продукции), экономика Мендосы (пятая по величине в Аргентине) тем не менее весьма разнообразна. В 2006 году она оценивалась в 13,8 миллиарда долларов США в 2006 году, или 8 720 долларов США на душу населения (примерно в среднем). Сельское хозяйство, естественно (хотя составляет лишь 7 % от всей экономики), долгое время являлось основным источником валютного дохода Мендосы (следующим по величине являлся туризм, в основном из Чили). Помимо винограда, другими важными сельскохозяйственными культурами (главным образом для аргентинского рынка) являются яблоко, груша, томат, лук, слива, олива, вишня, персик и айва. Пчеловодство, насчитывающее 30 000 ульев — это ещё одна растущая отрасль, которой благоприятна сухая погода Мендосы.
Горная промышленность — важная часть экономики Мендосы, бурно развивающаяся в последние годы, составляет 22 % от объёма производства в 2005 году (почти в 5 раз больше среднего числа по стране). Четырнадцать процентов государственных запасов нефти сосредоточены в Мендосе, также ведётся крупномасштабная разработка месторождений известняка и урана. Производство долго способствовало процветанию провинции и всё ещё составляет 16 % экономики. Главные отрасли в Мендосе это: производство вина, насчитывающее 1200 виноделен и произведшее 1,1 миллиард литров в 2005 году, производство консервированных фруктов, большой нефтеперерабатывающий завод (в Лухан-де-Куйо), цементная и другие. Авиастроение представлено заводом компании Laviasa, производящим лёгкие самолёты «Пуэльче».
Сектор сферы услуг Мендосы несколько менее развит и разнообразен нежели в среднем по стране. Туризм, давно действующий в живописной провинции, начиная с девальвации аргентинского песо в 2002 году, стал одним из самых важных источников дохода, привлекающий приблизительно 700 000 туристов ежегодно. Основными достопримечательностями являются горнолыжный центр Лас-Леньяс, гора Аконкагуа, региональные парки: каньон Атуэль, Пуэнте-дель-Инка, Гуаймальен и другие. В связи с недавними событиями в производстве аргентинского вина винный туризм, с появляющимися всюду в провинции ориентированными на него многочисленными гостиницами, также стал очень популярен. Винодельни обычно предлагают бесплатные экскурсии по помещениям с дегустацией вин в конце посещения. Фиеста-де-ла-Вендимия (праздник сбора урожая винограда) привлекает множество туристов в конце февраля — начале марта. Посещение статуи Андский Христос в горах на границе с Чили входит в маршруты многих экскурсий.
- Виноградник возле Анд.
- Троллейбус в городе Мендоса. Движение открыто в 1957 году.
- Горнолыжный курорт Лас-Леньяс, один из самых известных в мире.
- Гостиница и горячие источники в Вильявисенсио (закрыты с 1978 года, в настоящее время курорт).
- Холм Марио-Ардито, Пенитентес (Лас-Эрас).
- Гора Тупунгато.

## Спорт
В провинции есть четыре главных профессиональных спортивных клуба, наиболее известных своими футбольными командами: «Годой-Крус», «Индепендьенте Ривадавия», «Сан-Мартин» и «Химнасия и Эсгрима».